# 尤斯泰金單抗
尤斯泰金單抗（英語：Ustekinumab）的商品名有Stelara（斯特拉單抗） 等，是楊森製藥公司開發的單株抗體藥物，用於治療克隆氏症、潰瘍性結腸炎、斑塊狀乾癬和乾癬性關節炎。尤斯泰金單抗的作用是抑制白血球介素 12（IL-12）和白血球介素 23（IL-23）兩種細胞激素（或稱細胞因子）的活性。
尤斯泰金單抗已在美國、以色列、澳大利亞和歐盟被批准用於治療克隆氏症，在美國和歐盟被批准用於治療潰瘍性結腸炎，同時在歐盟用於治療對傳統治療無反應的患者。此藥物對多發性硬化症無效。
尤斯泰金單抗透過靜脈注射或皮下注射給藥。此抗體針對的是人類白血球介素 12和白血球介素 23的蛋白質亞基，兩介素是天然蛋白質，用來調節免疫系統和免疫作用介導的發炎性疾患。

## 醫療用途
尤斯泰金單抗用於治療乾癬，包括影響皮膚的乾癬性關節炎，適用於治療適合光照治療或全身治療的中度至重度板塊狀乾癬(Ps) 的成人和青少年患者（12歲及以上），以及單獨或與氨甲蝶呤聯合治療的活動性乾癬性關節炎(PsA) 的成人。它也用於治療中度至重度活動性克隆氏症和中度至重度活動性潰瘍性結腸炎。
在歐盟，此藥物被批准用於治療成人和6歲以上兒童的中度至重度斑塊狀乾癬，這些患者的病情在使用其他全身乾癬病治療法（例如環孢素、胺甲蝶呤或長波紫外線光化治療（PUVA，結合感光藥物補骨脂內酯（psoralen）與紫外線A光（UVA）)後病情無改善，或是無反應的情況、成人活動性乾癬性關節炎、成人中度至重度活動性克隆氏症、以及成人中度至重度活動性潰瘍性結腸炎。

## 不良影響
根據Centocor（楊森製藥子公司，以尤斯泰金單抗為基礎的藥物製造商）提供的信息，他們的尤斯泰金單抗藥物產品與多種嚴重不良反應有關聯。包括感染風險升高（例如結核病）和某些癌症的風險增加。有發生可逆性後部腦病變症候群的腦腫脹風險，與使用環孢素等免疫抑制劑的結果相同。Centocor還報告說嚴重過敏反應也是可能的副作用。較常見的副作用是上呼吸道感染、頭痛和疲勞。
臨床試驗顯示皮下注射通常具有良好的耐受性。大多數治療中出現的不良事件都屬輕微性。

### 懷孕
目前尚不清楚該藥物在個體懷孕或母乳哺育期間使用是否安全。

## 作用機轉
尤斯泰金單抗是透過抑制某些細胞激素來干擾觸發人體的發炎反應。特別是此藥物可阻斷有助於活化某些T細胞的白血球介素IL-12和IL-23。藥物與IL-12和IL-23的p-40亞基結合後，導致這些介素無法與其受體結合。

## 歷史
截至2007年1月，美國國家衛生院列出五項涉及CNTO 1275（即尤斯泰金單抗）的跨國研究（於安全性與有效性），其中包括三項II期試驗和兩項III期試驗。三項研究針對乾癬患者，一項針對乾癬性關節炎，一項針對多發性硬化症。
Centocor於2007年12月4日向美國食品藥物管理局（FDA）提交生物製劑許可申請（BLA），嬌生公司（與Centocor合作者）向歐洲藥品管理局（EMA）提交行銷授權申請（MAA）。 EMA人用藥品委員會 (CHMP) 於2008年11月21日對罹患中度至重度斑塊狀乾癬成人，在原本全身療法無反應而改用尤斯泰金單抗治療的結果給予正面的意見。

## 社會與文化

### 法律地位
自2009年起，尤斯泰金單抗在加拿大、歐盟和美國被批准用於治療中度至重度斑塊狀乾癬。FDA於2013年9月核准使用此藥物治療乾癬性關節炎。
加拿大衛生部於2008年12月12日核准使用尤斯泰金單抗治療適合光照治療或全身性治療的成人慢性中度至重度斑塊狀乾癬。
FDA於2009年9月批准使用此藥物於治療成人中度至重度斑塊狀乾癬。
FDA於2016年9月核准使用此藥物於治療克隆氏症。
尤斯泰金單抗自2017年9月起納入澳大利亞藥物福利計劃，用於治療成人嚴重克隆氏症。
歐盟執行委員會於2019年批准將此藥物用於治療成人中度至重度活動性潰瘍性結腸炎。
FDA於2019年10月核准此藥物用於治療成人中度至重度活動性潰瘍性結腸炎。

#### 生物相似藥
此藥物的第一種生物相似藥Wezlana於2023年10月在美國獲准用於醫療用途。
歐洲藥品管理局人用藥品委員會於2023年11月採納正面意見，建議授予藥品另一種生物相似藥Uzpruvo上市許可，用於治療斑塊狀乾癬，包括兒童斑塊狀乾癬、成人乾癬性關節炎和克隆氏症。該藥品的申請人是德國史達德藥廠。